# Générik Vapeur
Générik Vapeur est une compagnie de théâtre de rue créée en 1983. Basée à Marseille, elle participe aux grands festivals des arts de la rue: Festival d'Aurillac, FAR de Morlaix (en 2007 et 2008). C'est une compagnie majeure dans l’émergence des arts de la rue en France dans les années 1980.
Les créateurs de la compagnie, Cathy Avram et Pierre Berthelot inventent une nouvelle manière de se rassembler, s'inspirent du quotidien et prônent aussi le mélange des genres : théâtre, danse, musique, vidéo, image... Installés à Marseille depuis 1986, la déambulation et l'utilisation de grosses machines dans le concept « trafic d'acteurs et d'engins » les rend célèbres en France et à l'international.
Très engagés dans le projet Marseille-Provence 2013, ils seront bientôt la figure emblématique de la future Cité des Arts de la Rue qui sera inaugurée pour l’évènement.

## Ouvrages monographiques
- Bivouac, Générik Vapeur, Sara Vidal, éd. Sens et Tonka eds, 2000.
- Générik Vapeur, trafic d'acteurs et d'engins, 40 ans de théâtre de rue, Bertrand Dicale et Michel Peraldi, coll. " Domaines ", éd. Deuxième époque, Montpellier, 2023.